# Coalition politique
Pour les articles homonymes, voir Cartel.
Une coalition politique ou cartel est l'union entre au moins deux partis, qui partagent certaines idées, en vue de réaliser des actions communes, notamment des candidatures aux élections. Les coalitions visent à présenter un programme commun visant à gouverner un pays, une région ou une entité administrative.
Dans la plupart des régimes démocratiques, les coalitions sont permises et celles-ci se forment lorsqu'un seul parti ou groupe politique n'a pas suffisamment d'appui politique au parlement, dans au moins une des deux chambres dans un régime bicamériste (la chambre haute, la chambre basse ou les deux), à la suite de résultats électoraux.
Une coalition politique peut prendre différentes formes, notamment :
- une coalition électorale, par laquelle plusieurs partis présentent une candidature commune à une élection ;
- une coalition gouvernementale, par laquelle plusieurs partis forment ensemble un gouvernement.

Depuis la fin des années 2000 et l’éclatement de la crise économique et financière au sein de l’Union européenne, on observe un éparpillement des suffrages lors des élections nationales, qui rend les exécutifs de plus en plus difficiles à former : d'après The Economist, sept formations recueillaient en moyenne au moins 1 % des voix à chaque élection législative organisée dans un pays de l’UE au début des années 1980 ; en 2017, elles sont neuf. Sur la même période, le parti vainqueur du scrutin a vu son résultat passer en moyenne de 37 à 31 %.